# Roots Archives
 (octobre 2015).
Si vous disposez d'ouvrages ou d'articles de référence ou si vous connaissez des sites web de qualité traitant du thème abordé ici, merci de compléter l'article en donnant les références utiles à sa vérifiabilité et en les liant à la section « Notes et références ».
Le principe de Roots Archives est une base de données en ligne de tout ce qui compose la musique reggae de la fin des années 1960 à la fin des années 1980.

## Caractéristiques de Roots Archives
Roots Archives est une base de données musicales en perpétuelle évolution. Le contenu discographique est en majeure partie du reggae, de la dub et leurs genres musicaux parents, tels que le ska, le rocksteady, le raggamuffin. Étant spécialisé dans le reggae, le site web propose un classement en sous-genres pour les connaisseurs, les termes roots reggae, early reggae, digital sont par exemple utilisés pour définir les albums suivants le style du reggae joué. À la différence de système comme discogs ou wikipédia, seuls les administrateurs du site sont habilités à pouvoir mettre à jour les albums.
Le site a pour particularité de défendre (comme le fait Lloyd Bradley dans Bass Culture) la thèse selon laquelle la révolution Sleng Teng a été fatale au reggae. En effet, la discographiée répertoriée sur Roots Archive s'arrête en 1985 (avec une certaine marge).

### La base de données
Ce site web se fond dans l'ère musicale où la plupart des artistes roots sortent des compilations de l'apogée du reggae. Durant les années 2000, beaucoup de réédition sortent, les CD ne possédant plus les limitations d'un disque vinyle, ils permettent de contenir un maximum de son sur le même thème. Le reggae étant désormais internationalement connu, les maisons de disques n'hésitent pas à diffuser des albums contenant l'originale, la dub et la version. Ont vu le jour aussi énormément de compilations à titre posthume pour (Bob Marley ou King Tubby) ou de rééditions de plusieurs albums en un.
Bien que beaucoup d'artistes roots soient encore en activité, le site se concentre sur son époque phare que sont les années 1970/1980. Ainsi on peut penser les discographies de Sizzla ou Lee Scratch Perry incomplètes, mais le reste ne fait en fait peut-être pas partie du projet du site.
Les fichiers de cette banque de données sont des personnes, des albums, des labels ou des studios. L'exploration de la base se fait aisément à l'aide des différentes méthodes de classification. On peut classifier par artiste, producteur, backing band, label, studio, rôle ou compilations de plusieurs artistes.
L'intérêt de Roots Archives vient des détails donnés aux fichiers, la page d'un artiste dévoilera tous ses rôles recensés, tels que bassiste, vocaliste, ingénieur du son, ou mixeur. On peut ainsi grâce aux hyperliens naviguer d'un fichier à l'autre. Cette affichage permet de montrer facilement la participation d'artiste, par exemple les collaborations de Earl Chinna Smith qui en tant que guitariste n'a sorti que quelques albums à son nom.
Un moteur de recherche permet la fouille des fichiers suivant les mêmes critère que l'exploration Web. On peut ajouter un plugin sous Firefox pour utiliser Roots Archives à partir de la barre de recherche.

### Magazine musicale en ligne
Roots Archives fait office de Webzine en permettant au amateurs de reggae d'avoir des actualités sur les personnalités du genre musical ou la réédition d'ancien album. Ces nouvelles ne sont pas investis par eux-mêmes mais affichent leurs sources. Le site Web comporte aussi la technologie RSS, pour la diffusion des informations.

De nombreux albums ou genres musicaux possèdent un article communiquant l'histoire, les spécificités et les ressentiments de l'auteur.

#### Classement qualitatif
Chaque année, Roots Archives organise un classement par vote des internautes sur plusieurs concept :
- la meilleure ré-édition d'un album de chanteur (Best Vocal Album Reissues) ;
- la meilleure compilation de chanteur (Best Vocal Album Compilations) ;
- le meilleur album dub ou instrumental (Best Dub/Instrumental Album) ;
- la meilleure compilation de plusieurs artistes (Best V.A. Compilation) ;
- le meilleur label (Best record company).